# ایان آرنولد
ایان آرنولد (انگلیسی: Ian Arnold؛ زادهٔ ۴ ژوئیهٔ ۱۹۷۲) بازیکن فوتبال اهل بریتانیا است.
از باشگاه‌هایی که در آن بازی کرده‌است می‌توان به باشگاه فوتبال وورکینگتون ای. اف. سی، باشگاه فوتبال رویال آنتورپ، باشگاه فوتبال مورکم، باشگاه فوتبال بارو، باشگاه فوتبال کارلایل یونایتد، باشگاه فوتبال کیدرمینستر هاریرس، باشگاه فوتبال استالی‌بریج سلتیک، باشگاه فوتبال ساوتپورت، و باشگاه فوتبال میدلزبرو اشاره کرد.
وی همچنین در تیم ملی فوتبال England C بازی کرده‌است.